# Билберг
Билберг (њем. Büchlberg) општина је у њемачкој савезној држави Баварска. Једно је од 38 општинских средишта округа Пасау. Према процјени из 2010. у општини је живјело 4.084 становника. Посједује регионалну шифру (AGS) 9275119.

## Географски и демографски подаци
Билберг се налази у савезној држави Баварска у округу Пасау. Општина се налази на надморској висини од 490 метара. Површина општине износи 28,1 km². У самом мјесту је, према процјени из 2010. године, живјело 4.084 становника. Просјечна густина становништва износи 145 становника/km².

## Међународна сарадња
| Мјесто                  | Држава   | Врста сарадње | Од    |
| ----------------------- | -------- | ------------- | ----- |
| Санкт Фајт им Милфиртел | Аустрија | партнерство   | 1975. |
| Естернберг              | Аустрија | контакт       | 1979. |
| Извор                   |          |               |       |